# ハリマ・ヤコブ
ハリマ・ビンティ・ヤコブ（Halimah Binte Yacob、1954年8月23日 - ）は、シンガポールの政治家。同国大統領歴任（第8代）。同国初の女性大統領である。

## 経歴
ハリマ・ヤコブは1954年8月23日にシンガポールでインド系の父とマレー系の母の子として生まれたが、8歳の時に父を亡くし母親に育てられた。1978年にシンガポール国立大学で法学学士号を取得すると全国労働組合会議に就職した。1999年からは国際労働機関に勤め、2001年にジュロン集団選挙区から出馬して国会議員に初当選した。2011年5月に地域開発・青年・スポーツ担当国務相、2012年11月には社会・家庭振興担当国務相に就任した閣僚経験者であり、2013年1月には国会議長に就任した。2017年8月、大統領選の前月に国会議長を辞任した。

### 2017年大統領選
2016年にリー・シェンロン首相の主導により憲法が改正され、過去5回の選挙で大統領を出していない民族がある場合その次の大統領選の立候補者はその民族に限定されることになった。2017年の大統領選はこの改正内容に該当しており、初代大統領ユソフ・ビン・イサーク以来大統領に選出されていないマレー系の候補者のみが立候補できることになった。大統領選への立候補には他にも条件があり、政府の要職を3年以上務める、新しく追加された条件として民間からの立候補者であれば株主資本5億シンガポールドル（約400億円）以上の企業の会長または最高経営責任者の経験者などがある。2017年の選挙ではヤコブの他に4人が立候補を申請したものの、立候補資格を満たす申請者がヤコブ1人だった。そのため、本来の予定では9月13日に選挙の告示を行い23日に選挙を実施する予定だったが、11日に首相府選挙局が立候補資格を満たしたのがヤコブ1人であることを公表、3日後の9月14日に第8代大統領として就任した。

### 大統領就任後
2017年11月14日、シンガポール国立大学の学長に就任した。
2019年10月22日の即位礼正殿の儀に参列し、翌23日には迎賓館赤坂離宮で安倍晋三内閣総理大臣と会談を行った。

## 発言・主張
2017年の大統領選の際の記者会見では、父が8歳のときに心臓発作で亡くなり女手ひとつで育てられたこと、学生時代は毎日母の屋台の手伝いをしていたことを語り、自身の生い立ちから社会が全ての人々に機会を与えることの重要性を痛感したのだと話している。